# Oven (Bulgarije)
Oven (Bulgaars: Овен) is een dorp in het noordoosten van Bulgarije. Zij is gelegen in de gemeente Doelovo in  oblast Silistra. Het dorp ligt ongeveer 37 km ten zuiden van Silistra en 327 km ten noordoosten van de hoofdstad Sofia. 

## Bevolking
De telling van 1934 registreerde 845 inwoners. Dit aantal schommelde decennialang rond de 900 à 1200 personen. In 1992 bereikte het inwoneraantal een hoogtepunt met 1.215 personen. Sindsdien loopt het bevolkingsaantal langzaam maar geleidelijk terug. Op 31 december 2019 werden er 935 inwoners geteld. 
Van de 998 inwoners reageerden er 992 op de optionele volkstelling van 2011. Nagenoeg alle inwoners identificeerden zichzelf als Bulgaarse Turken (990 personen, oftewel 99,8%).
De bevolking van het dorp is sterk vergrijsd. Van de 998 inwoners die in februari 2011 werden geregistreerd, waren er 142 jonger dan 15 jaar oud (14%), terwijl er 176 inwoners van 65 jaar of ouder werden geteld (18%).